# Beter Bed
Beter Bed N.V. is een Nederlandse holding met ondernemingen die vooral bedden en matrassen verkopen.

## Geschiedenis
In 1981 is de onderneming begonnen met het verkopen van bedden via twee filialen. In 1995 hadden oprichters Pieter en Marc Diks geld nodig om Beter Bed te laten groeien. Een overeenkomst met winkelconcern Retailnet was afgeketst, maar CVC Capital Partners (CVC) was bereid enkele miljoenen guldens te investeren in ruil voor een aandelenbelang van 21% in de onderneming.
Ruim een jaar later, in december 1996, ging Beter Bed naar de beurs. Er werden vier miljoen aandelen geplaatst waarvan 400.000 nieuwe aandelen. De private-equitybeleggers CVC en Algemeen Beursintroductie Fonds boden al hun aandelen aan en het management van Beter Bed 20% van hun belang. De totale opbrengst was zo’n 125 miljoen gulden, waarvan 11 miljoen voor Beter Bed en de rest aan de verkopende aandeelhouders. Het aandeel voor CVC was naar schatting 21 miljoen gulden. In 1995 behaalde Beter Bed met zo'n 52 filialen en ruim 800 medewerkers een omzet van 188 miljoen gulden (€ 85 miljoen).
In 2018 werd een forse reorganisatie aangekondigd in de slecht presterende Duitse, Oostenrijkse en Zwitserse activiteiten. Het bedrijf besloot 176 van de ongeveer 1000 winkels van dochter Matratzen Concord te sluiten.  Deze actie kostte de onderneming eenmalig 8 miljoen euro. Verder verkocht Beter Bed in hetzelfde jaar de Spaanse winkelketen El Gigante del Colchón aan branchegenoot Evolución del Descanso. Per 1 november 2018 gingen de 42 filialen en alle medewerkers over naar de koper. In 2019 volgde de verkoop van de Duitse dochteronderneming Matratzen Concord voor 5 miljoen euro aan de Aziatische private-equity-investeerder Magical Honour Limited.
Op 9 juli 2021 werd de verkoop afgerond van de Zweedse activiteiten Sängjätten aan Sengespecialisten. De verkoop werd op mei 2021 aangekondigd en Sängjätten had in 2020 een omzet van 14,6 miljoen euro en 16 vestigingen.
Twee jaar later, op 10 juli 2023, doet Torqx Capital Partners een bod op alle aandelen Beter Bed. Torqx biedt 6,10 euro per aandeel waarmee de totale waarde van het bod uitkomt op 168 miljoen euro. Eind november 2023 was 95% van de aandelen Beter Bed aangemeld en minstens 80% was nodig om het bod gestand te doen. De notering van de aandelen Beter Bed is op 29 december 2023 beëindigd.

## Activiteiten
Beter Bed beschikt over filialen onder verschillende winkelformules en verkoopt ook online. In 2022 werd bijna een vijfde van de omzet gerealiseerd via internet. De filialen opereren onder de namen Beter bed en Beddenreus.
Naast de verkoop ontwikkelt Beter Bed ook zelf matrassen via dochter DBC (M Line). Beter Bed is sinds 1996 beursgenoteerd.

### Resultaten
Beter Bed heeft een jaaromzet van zo'n 200 miljoen euro, maar voor 2018 lag dit ongeveer tweemaal zo hoog. In 2012 werd voor een bedrag van 7,5 miljoen euro aan extra lasten genomen voor de afwaardering van de activiteiten in Spanje en overige reorganisatiekosten. In 2013 stond de winst nogmaals onder druk door een eenmalige last van 7,4 miljoen euro voor de vereenvoudiging van de formuleportfolio in de Benelux en winkelsluitingen in Spanje. De formules Slaapgenoten en Matrassen Concord in de Benelux worden beëindigd. Zonder deze last was de winst op zo'n 14 miljoen euro uitgekomen. In 2018 leed het bedrijf groot verlies door eenmalige kosten van € 7,6 miljoen voor de herstructurering van de Matratzen Concord-organisatie en extra lasten voor de verkoop van de activiteiten in Spanje. De scherpe daling van de omzet in 2019 is vooral het gevolg van de verkoop van buitenlandse activiteiten.
| Jaar | Omzet           | Nettoresultaat  | Filialen | Aantal FTE's |
| ---- | --------------- | --------------- | -------- | ------------ |
| 2006 | € 320,0 miljoen | € 23,8 miljoen  | 839      | 1810         |
| 2007 | € 351,2 miljoen | € 27,6 miljoen  | 960      | 2075         |
| 2008 | € 358,6 miljoen | € 22,1 miljoen  | 1036     | 2227         |
| 2009 | € 361,5 miljoen | € 23,9 miljoen  | 1064     | 2274         |
| 2010 | € 374,4 miljoen | € 28,0 miljoen  | 1117     | 2353         |
| 2011 | € 397,0 miljoen | € 28,0 miljoen  | 1187     | 2451         |
| 2012 | € 397,3 miljoen | € 14,4 miljoen  | 1219     | 2495         |
| 2013 | € 357,5 miljoen | € 8,2 miljoen   | 1175     | 2420         |
| 2014 | € 364,0 miljoen | € 16,9 miljoen  | 1127     | 2369         |
| 2015 | € 385,4 miljoen | € 22,6 miljoen  | 1159     | 2513         |
| 2016 | € 410,5 miljoen | € 19,0 miljoen  | 1206     | 2765         |
| 2017 | € 416,4 miljoen | € 9,5 miljoen   | 1188     | 2849         |
| 2018 | € 396,3 miljoen | € –23,3 miljoen | 1009     | 2738         |
| 2019 | € 185,8 miljoen | € –4,2 miljoen  | 161      | 1005         |
| 2020 | € 222,1 miljoen | € 7,9 miljoen   | 151      | 1027         |
| 2021 | € 214,2 miljoen | € 13,9 miljoen  |          | 937          |
| 2022 | € 229,4 miljoen | € 5,3 miljoen   |          | 911          |

## Trivia
In januari 2024 werd bekend dat een de manager van Beter Bed dochterbedrijf DBC International €20.000 betaalt voor het opzettelijk delen van voorwetenschap. Hij deelde deze informatie met een familielid, die werkzaam was bij ABN AMRO, en zij betaalde €25.000 vanwege handelen met voorkennis. De bank heeft haar ontslagen en bij de tuchtcommissie voor banken melding gemaakt.